# Esőárnyék

Az esőárnyék szerkezete (a kép jobb oldalán alakul ki)

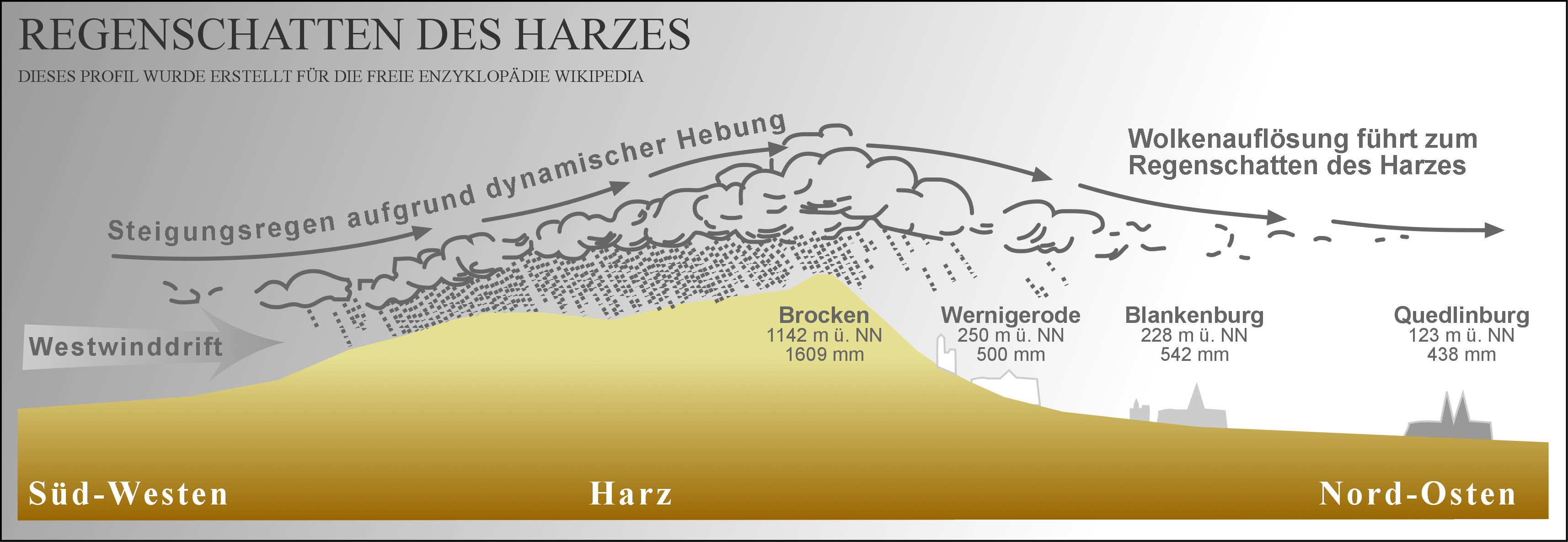
A Harz-hegység esőárnyéka (német nyelvű feliratokkal)

Az esőárnyék földrajzi fogalma olyan területet jelöl, amelyet egy hegyvidék elzár a csapadékot hordozó szelektől. A hegyek szélcsendes, „szél alatti” oldala így sokkal kevesebb csapadékhoz jut, mint a szél felőli oldala, ahol az emelkedésre kényszerülő légtömegek páratartalma kicsapódik.

## Jellegzetes esőárnyékos területek
Legjellegzetesebb példái a Himalája szélárnyékában fekvő Tibet és a további hegyláncok miatt még inkább esőárnyékban lévő belső-ázsiai sivatagok, mint a Takla-Makán, a Lop-sivatag és maga a hatalmas Góbi.
Karakterisztikus az új-zélandi Déli-Alpok ilyen szerepe is: nyugati oldalán, a tengeri szeleknek kitett fjordokban évi 6–7000 mm csapadék hull, míg onnan alig 100-200 kilométerre, túl a hegyvidék gerincén, az esőárnyékos központi Otagóban a csapadék évi átlaga nem éri el a 400 millimétert sem.

## Fordítás
Ez a szócikk részben vagy egészben a Rain shadow című angol Wikipédia-szócikk ezen változatának fordításán alapul.  Az eredeti cikk szerkesztőit annak laptörténete sorolja fel. Ez a jelzés csupán a megfogalmazás eredetét és a szerzői jogokat jelzi, nem szolgál a cikkben szereplő információk forrásmegjelöléseként.